# Washington County, Kentucky
För andra Washington County, se Washington County.
Washington County är ett county i centrala delen av delstaten Kentucky. År 2010 hade countyt 11 717 invånare. Countyt har fått sitt namn efter George Washington, USA:s förste president. Den administrativa huvudorten (county seat) är Springfield som ligger cirka 70 km sydväst om delstatens huvudstad Frankfort och cirka 60 km sydost om gränsen till delstaten Indiana.

## Geografi
Enligt United States Census Bureau så har countyt en total area på 781 km². 779 km² av den arean är land och 2 km² är vatten. 

### Större städer och samhällen
- Springfield, med cirka 2 300 invånare